# Frédéric Assomption Korsaga

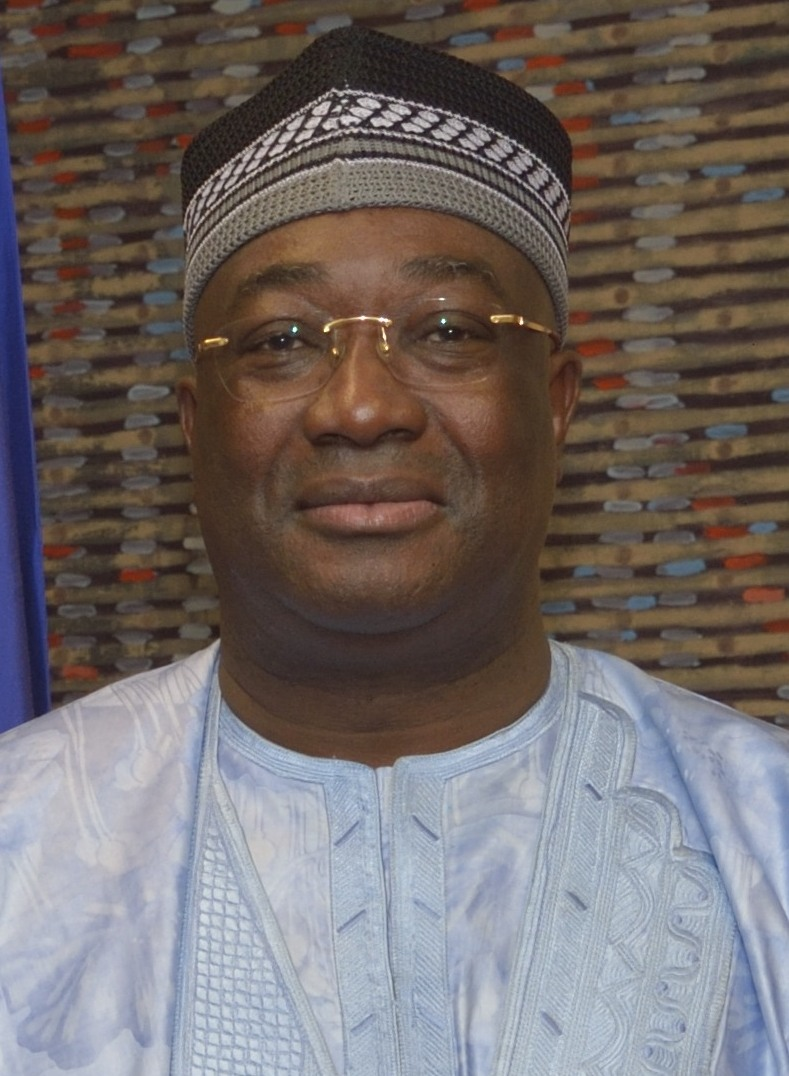
Frédéric Assomption Korsaga (2013)

Frédéric Assomption Korsaga (* 14. August 1951 in Koudougou) ist ein Diplomat und Politiker der Republik Burkina Faso.

## Studium
Er besuchte das Lycée technique d’Abidjan (Elfenbeinküste), studierte an der Université Cheikh Anta Diop de Dakar (Senegal) und an der Universität Montpellier. Er schloss seine Studien mit einem Masterabschluss in Wirtschaftswissenschaft sowie einem Master in Unternehmensführung ab.

## Werdegang
Von 1982 bis 1983 war er Minister für Verkehr, Umwelt und Tourismus.
Im Oktober 1983 wurde er zum Botschafter bei den Regierungen der Elfenbeinküste und Malis ernannt.
Da aber zu dieser Zeit der Krieg um den Agacher-Streifen ausgetragen wurde, hatte er keine Gelegenheit sein Beglaubigungsschreiben in Bamako anzubringen.
Deshalb residierte er bis September 1986 in Abidjan (Elfenbeinküste).
1986 war er Generaldirektor des Nationalen Einlagen- und Investitionsfonds.
1987 war er Verbraucherschutzminister (Commerce et de l’Approvisionnement du peuple).
1990 wurde er Planungsminister.
1991 wurde er Finanzminister und Planungsminister.
1992 war er Präsident des Wirtschafts- und Sozialrats.
Von 1992 bis 1997 war er Botschafter in Paris und bei den Regierungen in Madrid, Lissabon und beim Heiligen Stuhl akkreditiert. Vom 20. Februar 2013 bis 2016 war er Botschafter bei der Europäischen Kommission. Ein Amt, zu dem regelmäßig, gleichzeitig zum Ambassador to the Court of St James’s, zum Botschafter bei der belgischen, niederländischen und luxemburgischen Regierung sowie zum Vertreter bei der Organisation für das Verbot chemischer Waffen, ernannt wird.